# Central Eleuthera
Central Eleuthera est l'un des 32 districts des Bahamas. Il est situé sur l'île d'Eleuthera et porte le numéro 8 sur la carte.
Governor's Harbour (en) est le centre administratif de ce district; On y trouve aussi le phare de North Palmetto.
Un aéroport, l'aéroport de Governor's Harbour (en) (code AITA : GHB), se trouve dans ce district.